# Tony Chappel
Tony Chappel (ur. 28 maja 1960 w Pontarddulais) − walijski snookerzysta.
Karierę zawodowego snookerzysty rozpoczął w 1984 roku. W swojej karierze udało mu się pokonać graczy takich jak Steve Davis, Terry Griffiths, John Parrott, Stephen Hendry, Alan McManus, Stephen Lee i Ken Doherty.
Jego najlepszym wynikiem był występ w półfinale, w którym przegrał z Dennisem Taylorem 5-6.
Najwyższego breaka w karierze, który wynosi 143 punkty, skompletował podczas kwalifikacji do Mistrzostw Świata w 1999 roku.
Do snookerowych Mistrzostw Świata zakwalifikował się tylko raz, w 1990 roku, jednak przegrał już w pierwszej rundzie, ulegając Tony’emu Knowlesowi 4-10.
W kwietniu 2013 roku Chappel wziął udział we wstępnych eliminacjach do Mistrzostw Świata 2013. W drugiej rundzie pokonał Davida Singha 5-2, jednak przegrał w trzeciej ulegając Patrickowi Wallace'owi 1-5.